# Fluke Corporation
Fluke Corporation — розробник і виробник електронних контрольно-вимірювальних приладів зі Сполучених Штатів (штаб-квартира розташована в м. Еверетт, штат Вашингтон). Виробництво розміщено в США, Великій Британії, Китаї, Нідерландах, Румунії, Японії, Малайзії. Центри продажу та обслуговування розташовані в Європі, Північній і Південній Америці, Азії та Австралії, у понад 100 країнах працюють авторизовані дистриб'ютори. Fluke Corporation є дочірньою компанією Fortive. Також до корпорації належать підрозділи Fluke Electronics, Fluke Biomedical, Fluke Calibration, Fluke Networks, Fluke Process Instruments.
Компанія була заснована в 1948 році Джоном Флюком, який був другом і сусідом по кімнаті Девіда Паккарда, майбутнього співзасновника Hewlett-Packard, коли обидва працювали в General Electric в 1930-их роках.

## Історія

### 1940-і рр.
Компанія Fluke була заснована Джоном Флюком у 1948 році. Наприкінці 1940-х рр. виробництво тестового та вимірювального електрообладнання було відносно молодою галуззю, хоча еталонні стандарти вимірювань були розроблені ще на рубежі XIX і XX-го століть. Наприклад, високоточний омметр був розроблений ще на початку XX століття. Згодом були створені точні вольтметри, амперметри та інше вимірювальне обладнання.
Саме в той період, коли Джон Флюк починав створювати свою компанію, промисловість вступала в абсолютно нову епоху. Перехід був обумовлений тим, що в 1947 році компанія Bell Laboratories представила широкому загалу транзистор. Це стало важливим моментом у розвитку електроніки, оскільки використання транзисторів відкрило для вчених і розробників можливість створювати тестові й вимірювальні прилади, здатні видавати результати з точністю до мільйонних часток одиниць вимірювань.

### 1950-60-і рр.
Протягом 1950-х і 1960-х років розробка, виробництво і подальше обслуговування електроприладів та електронного устаткування ставали неможливими без використання високоточного електровимірювального обладнання. Попит на проведення вимірювань, а також на необхідні для цього прилади, зростав у геометричній прогресії. Скориставшись зростанням ринку, компанія Fluke зуміла в цей період перетворити свій багатий інженерний досвід у стабільні продажі й зростання прибутку.
7 жовтня 1953 р. Джон Флюк перетворив свою компанію в корпорацію, яку зареєстрував у штаті Вашингтон і назвав «John Fluke Manufacturing Company, Inc».
Спостерігався значний попит на лічильники електроенергії та інші вимірювальні прилади Fluke протягом 1950-х і 1960-х років. У ті роки корпорація Fluke процвітала. Вона займалася проєктуванням і виробництвом приладів, які призначалися для наукових досліджень, використовувалися в лабораторіях високотехнологічних компаній (таких, як Hewlett-Packard).
До слова, ще до створення своєї компанії Джон Флюк працював у General Electric разом з Девідом Паккардом (одним із засновників компанії Hewlett-Packard). Вони були сусідами по кімнаті й залишилися друзями на все життя.
Завдяки якості обладнання компанія Fluke в 1950-ті 1960-ті роки заробила собі репутацію солідного виробника, що використовує в роботі провідні технології.

### 1970-і рр.
Компанія Fluke в 1970-их продовжувала отримувати великі прибутки від продажів свого обладнання, а також від проведення високотехнологічних експертиз. На початку 1970-х зростання ринку електрообладнання сповільнилося, але компанії вдалося зберегти прибутковість за рахунок впровадження нових продуктів і підтримки свого домінування в продажу декількох ключових категорій товарів. До кінця десятиліття загальний обсяг ринку контрольно-вимірювального обладнання зріс до 6 мільярдів доларів США. Частка компанії Fluke до кінця 1970-х років становила 150 млн доларів США на рік. Зростання продажів у галузі спостерігалось також і в 1980-х рр. (у період між 1975 і 1985 роками продажі щорічно зростали в середньому майже на 20 відсотків). Однак ринок зазнавав змін. І хоч компанія Fluke отримувала вигоду від загальних тенденцій у галузі, все ж вона була змушена протистояти як внутрішнім, так і зовнішнім змінам.

### 1980-і рр.
Зовнішні зміни почалися в кінці 1970-х років і посилилися в 1980-і рр. У цей період почала змінюватися і клієнтська база компанії. Серед покупців обладнання Fluke ставало дедалі менше розробників і співробітників з наукових лабораторій. Водночас збільшувалася кількість представників нового покоління інженерів, задіяних безпосередньо на виробництві факсів, комп'ютеризованого обладнання і комп'ютерів. У той період компанія Fluke разом зі своїми американськими конкурентами зіткнулася з новою загрозою з боку іноземних компаній, які вступили в боротьбу за частку на світовому ринку, де традиційно домінували американські виробники. Крім того, оскільки все більше електронної продукції розроблялося і вироблялося за кордоном, компанії Fluke, щоб залишатися конкурентоспроможною, необхідно було розвивати і перерозподіляти канали збуту.
До середини 1980-х років Fluke вдалося збільшити обсяг продажів до понад 200 млн доларів США на рік. Компанія Fluke була одним із трьох провідних гравців на ринку. З іншого боку, кількість продукції, що випускалася, зросла до 150 найменувань, кожне з яких виготовлялося на окремій виробничій лінії.
Компанія увійшла в 1980-і роки під керівництвом Джона Флюка, який почав вносити зміни у внутрішню структуру компанії. У 1982 році він призначив Джорджа Уїнна (George Winn) президентом корпорації Fluke. Уїнн почав працювати у Fluke з 1968 року і пройшов весь шлях службовою драбиною. У 1983 році, за рік до смерті, засновник компанії Fluke призначив свого сина Джона Флюка Молодшого виконавчим директором. Було оголошено про початок роботи над одним із ключових приладів, а саме — дешевим кишеньковим мультиметром.
Однак відставання від тенденцій ринку все одно спостерігалося: про це свідчило падіння котирувань акцій компанії в середині 1980-х рр. Важливо відзначити, що корпорація Fluke повільно вливалася в ринок комп'ютеризованого обладнання, яке швидко витісняло традиційні контрольно-вимірювальні прилади. Окрім цього, також спостерігався спад зростання прибутковості корпорації. Хоча компанія Fluke як і раніше приносила прибуток, річний обсяг продажів тримався на рівні 225 млн доларів США впродовж усієї середини і кінця 1980-х років.

### 1990-і рр.
У 1990 році обсяг продажів компанії склав близько 240 млн доларів США на рік, а чистий прибуток близько 12 мільйонів доларів. Незважаючи на профіцит, багато аналітиків ставили під сумнів життєздатність компанії, з огляду на її повільне реагування на нові потреби ринку. Звичайно, компанія мала успіхи, наприклад, в боротьбі з іноземними конкурентами на внутрішньому ринку, а також домоглася певних результатів в освоєнні зарубіжних ринків. Однак, деякі критики звинувачували Джона Флюка молодшого в тому, що замість того, щоб сконцентруватися на збереженні за компанією передових позицій в розробці нових технологій, він був занадто зайнятий сторонніми справами, зокрема, управлінням сімейними інвестиціями. Все це, а також зупинка зростання прибутку компанії призвели до того, що Флюк Молодший вирішив піти у відставку в 1991 році. Він і його брат Девід залишилися в раді директорів компанії, а сім'ї Флюк досі належить 28 відсотків акцій.
У той же період було прийнято рішення запросити стороннього фахівця для реформування компанії. Цим фахівцем став ветеран Hewlett-Packard Білл Пажибок Молодший (Bill Parzybok Jr.). За Уїнном зберігалися функції президента, пов'язані з прийняттям тактичних рішень і повсякденною роботою компанії, Пажибок ж, в свою чергу, повинен був взяти на себе розробку стратегії розвитку компанії в довгостроковому періоді. Новий топ-менеджер почав роботу, ґрунтуючись на збалансованому поєднанні технічного мислення і підкутості в маркетингу. Технікою він почав захоплюватися ще в дитинстві, що привело його до Університету штату Колорадо, де він отримав технічну освіту. Після отримання ним також ще і ступеня в сфері бізнесу, Пажібок був запрошений в Hewlett-Packard, де пропрацював 16 років, займаючись розробкою і продажем контрольно-вимірювального обладнання. До кінця 1980-х рр. під його керівництвом знаходилося близько 10 000 чоловік, що працюють як в американських, так і в закордонних підрозділах компанії.
Коли в 1991 році керівництво Fluke звернулося до Білла Пажибока Молодшого з пропозицією очолити Fluke Inc., той спочатку навідріз відмовився, пояснюючи свою відмову невеликими масштабами Fluke в порівнянні з Hewlett-Packard. Однак у підсумку він все-таки прийняв пропозицію.
Очоливши компанію, Пажибок присвятив кілька місяців розробці та донесенні нової місії компанії до кожного співробітника: «Місія Fluke — бути лідером в галузі виробництва компактних професійних вимірювальних і контрольних приладів.» Ця місія відобразила намір нового президента переорієнтувати компанію на розробку нового покоління контрольно-вимірювального обладнання, яке повинно було бути компактніше, дешевше, технологічно більш просунуте і, відповідно, мало принести великий прибуток. Крім розробки нового вектора розвитку, новий директор також провів реструктуризацію і реорганізацію компанії, суть якої зводилася до скасування підрозділів, які виробляють продукцію, яка не відповідає новій місії компанії. Також у цей період було скорочено 150 працівників. У результаті цих перетворень до 1993 року і прибуток, і оборот компанії скоротилися, однак позиції компанії для конкуренції в довгостроковій перспективі посилилися.
Одним з ключових вирішенні Пажибока стало придбання підрозділу з виробництва контрольно-вимірювальних приладів голландського електронного гіганта Philips, з яким Fluke почав співпрацювати ще в 1987 році. Альянс з Philips давав компанії можливість розширити асортимент на американському ринку, а також використовувати канали збуту Philips для реалізації продукції в Європі. Однак Пажибок зважився покласти край цій співпраці і просто купити підрозділ Philips за 41,8 млн доларів США. У результаті цієї угоди штат компанії Fluke поповнився 900 співробітниками, а доходи компанії зросли приблизно на 125 мільйонів доларів США в рік.
Таким чином, реструктуризація компанії та переорієнтація на нову продукцію почали приносити свої плоди до середини 1990-х. Багато в чому це було пов'язано і з придбанням підрозділу Philips. Так, у 1994 році оборот компанії становив 362 500 000 доларів США, а чистий прибуток — 8,8 млн доларів. У 1995 році ці показники зросли до 389 800 000 доларів США і 14,9 млн доларів відповідно.

### 2000-і рр.
У 2000-і роки компанія Fluke стабільно розвивається, виводячи на ринок все нові прилади. На цей момент у понад 100 країнах працюють авторизовані дистриб'ютори Fluke. За останні п'ять років продукція Fluke була нагороджена понад 50 галузевими нагородами, включно з премією за найкращий вимірювальний прилад «Best in Test» журналу Test and Measurement World, вибір інженерів «Engineer's Choice» на думку журналу Control Engineering і товар року «Product of the Year», присуджену журналом Plant Engineering.

## Продукція

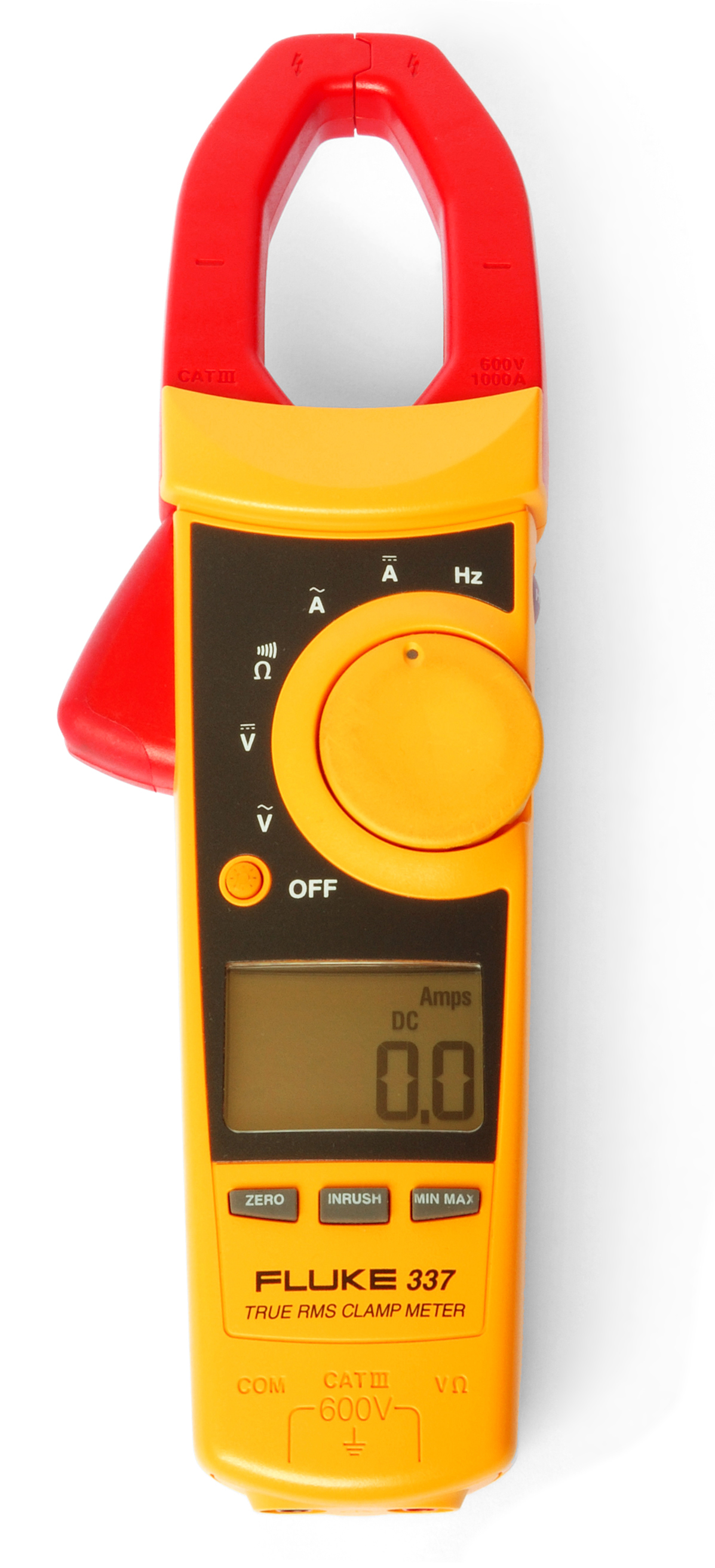
Струмовимірювальні кліщі Fluke 337

### Прилади для вимірювання електричних величин
- Аналізатори якості енергопостачання
- Вимірювачі опору ізоляції
- Вимірювачі заземлення
- Мультиметри
- Струмовимірювальні кліщі
- Тестери електроустановок
- Електричні тестери
- RCL-метри

### Прилади для систем опалення, вентиляції та кондиціонування
- Вимірювачі тиску
- Інфрачервоні термометри
- Тестери якості повітря
- Електронні термометри

### Термометри
- Інфрачервоні термометри
- Калібратори температури
- Багатофункціональні системи збору даних
- Цифрові мультиметри з вимірюванням температури
- Цифрові термометри

### Калібратори технологічних процесів
- Еталони і калібратори тиску
- Еталони і калібратори потужності
- Калібратори температури і вологості
- Калібратори для метрології

### Фото приладів Fluke

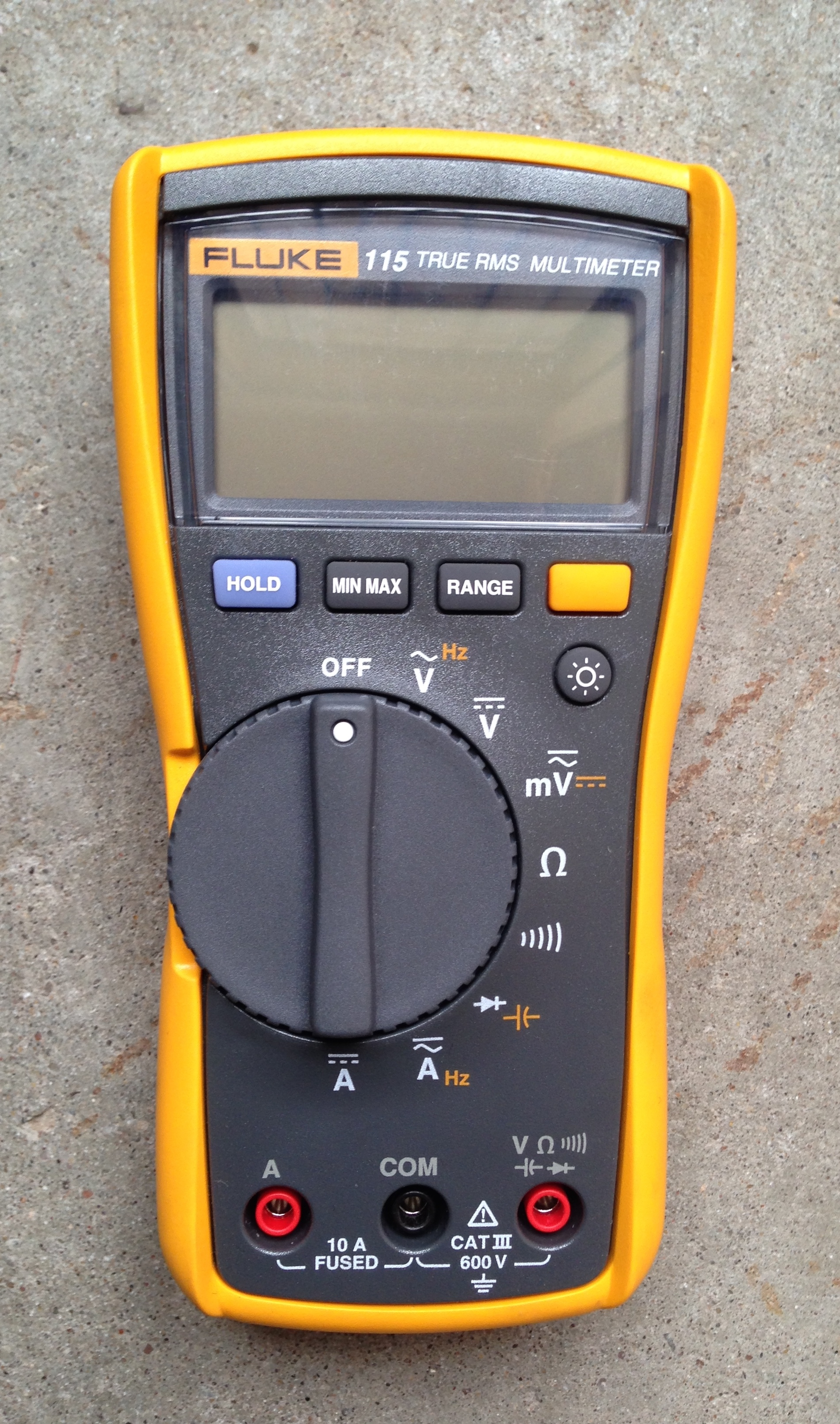
Мультиметр Fluke 115 multimeter
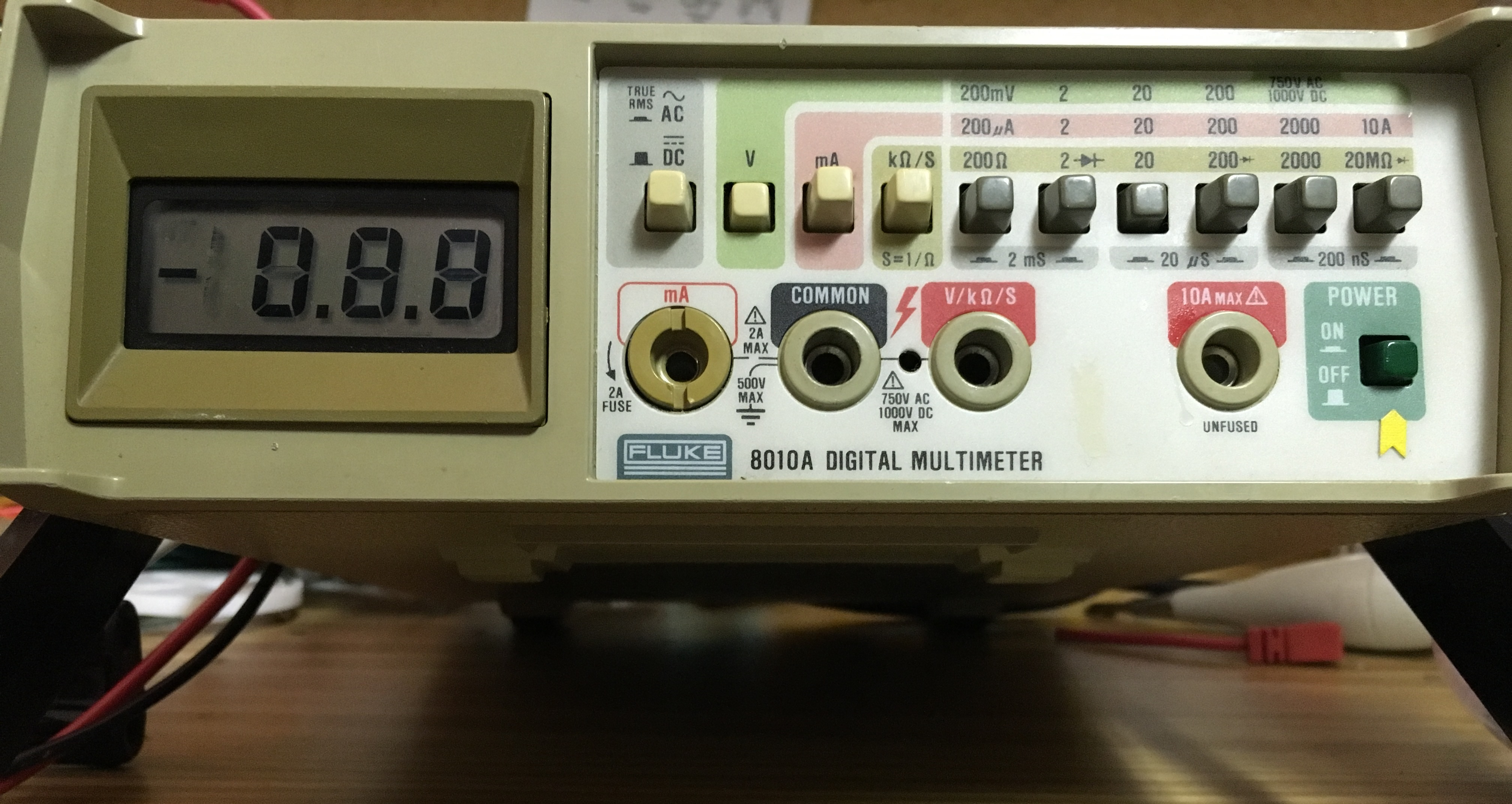
Настільний мультиметр Fluke 8010a
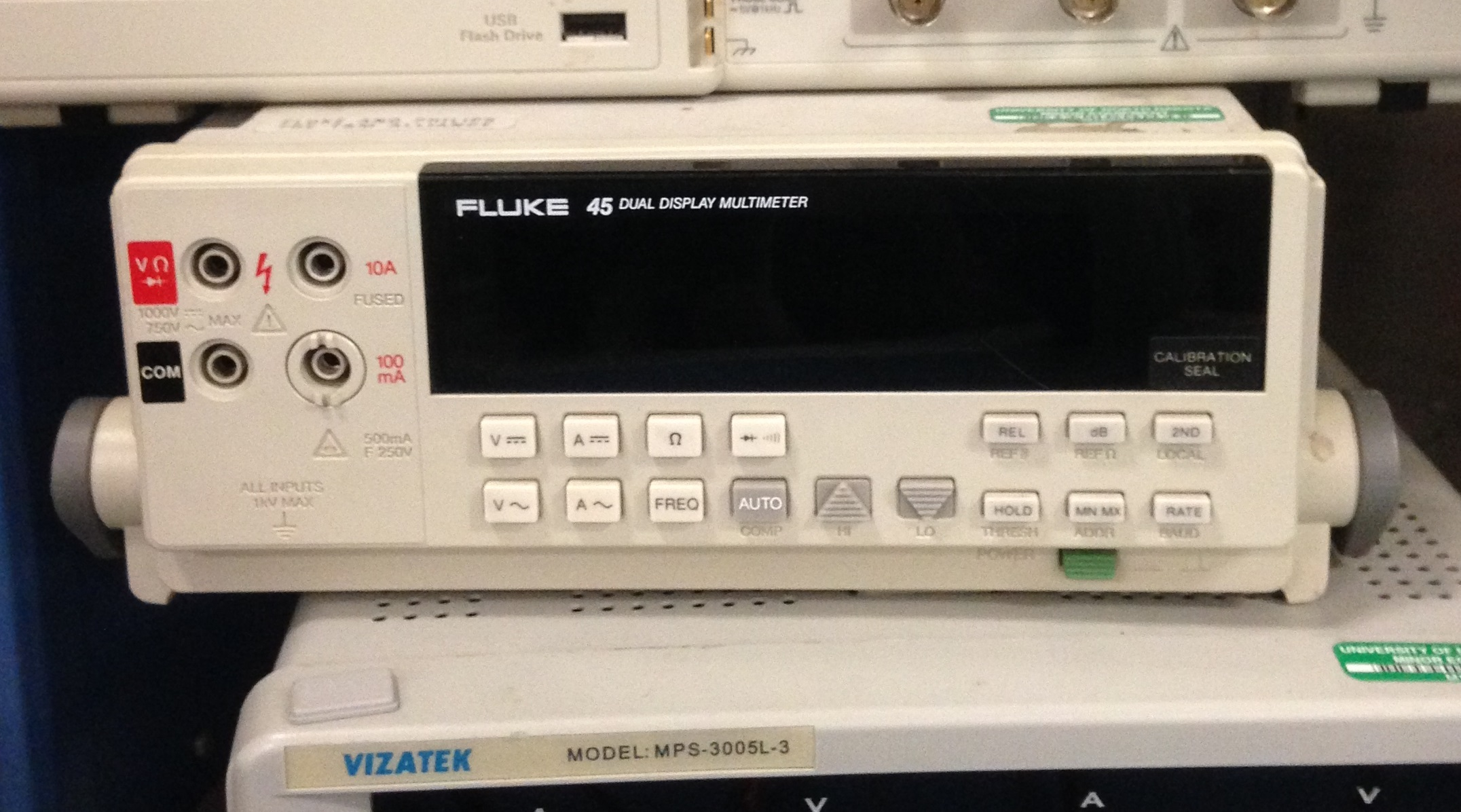
Настільний мультиметр Fluke 45
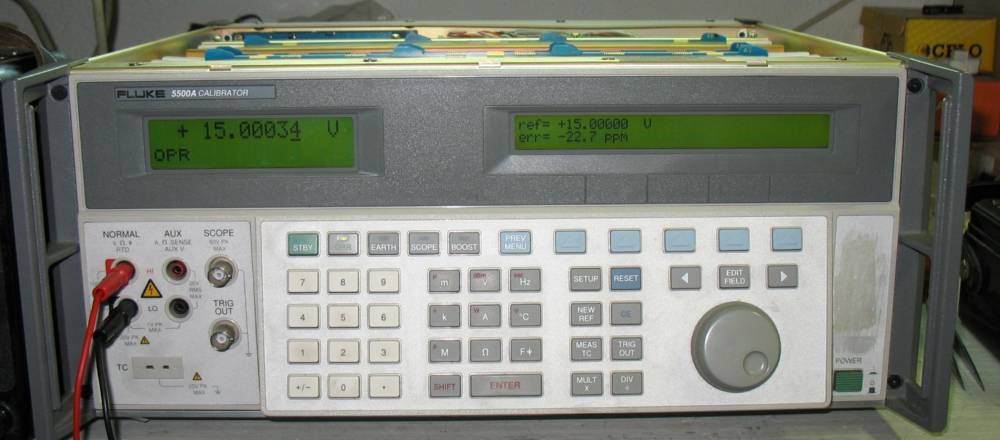
Калібратор Fluke 5500
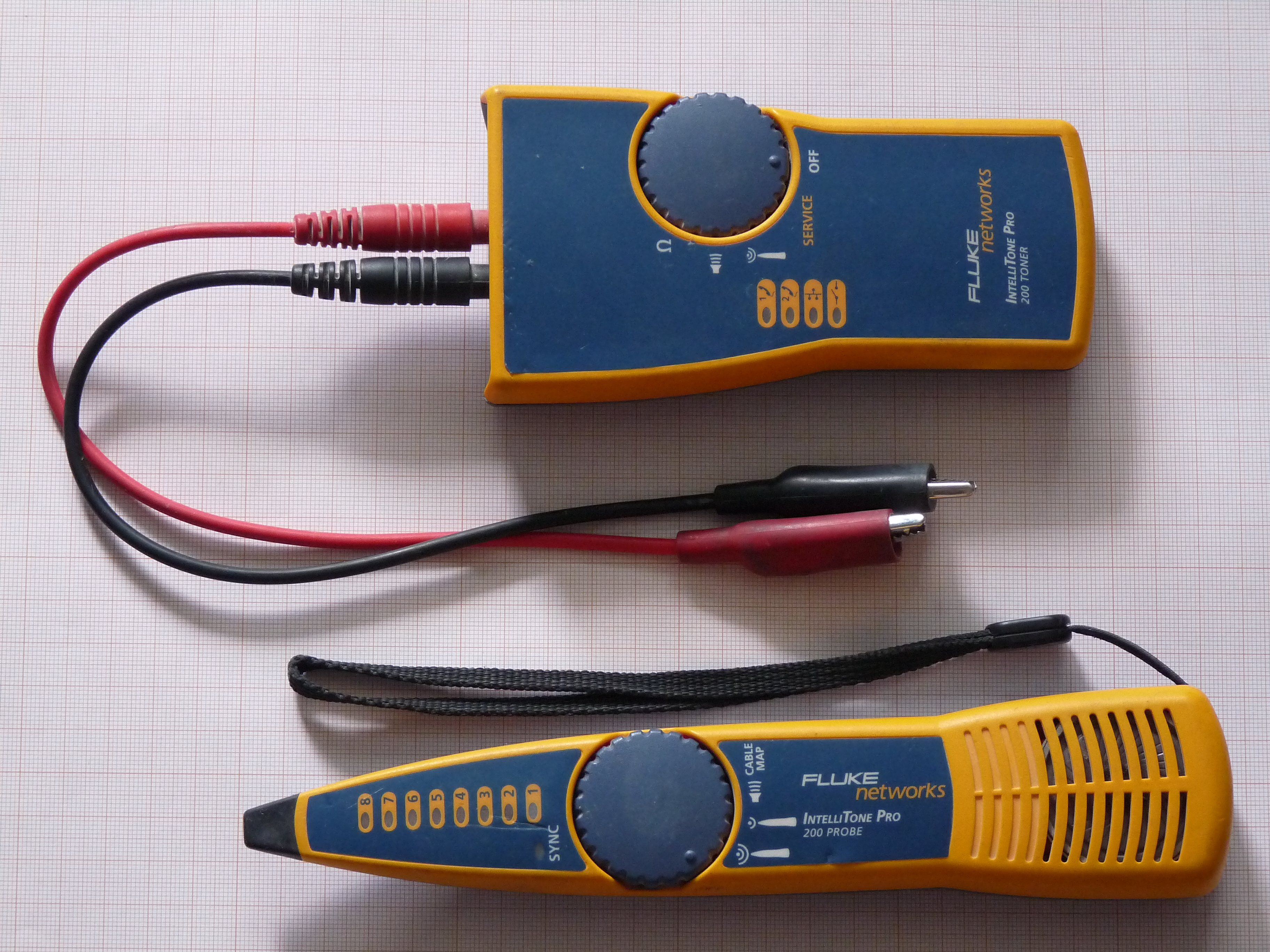
Тестер локальних мереж Fluke Networks IntelliTone Pro
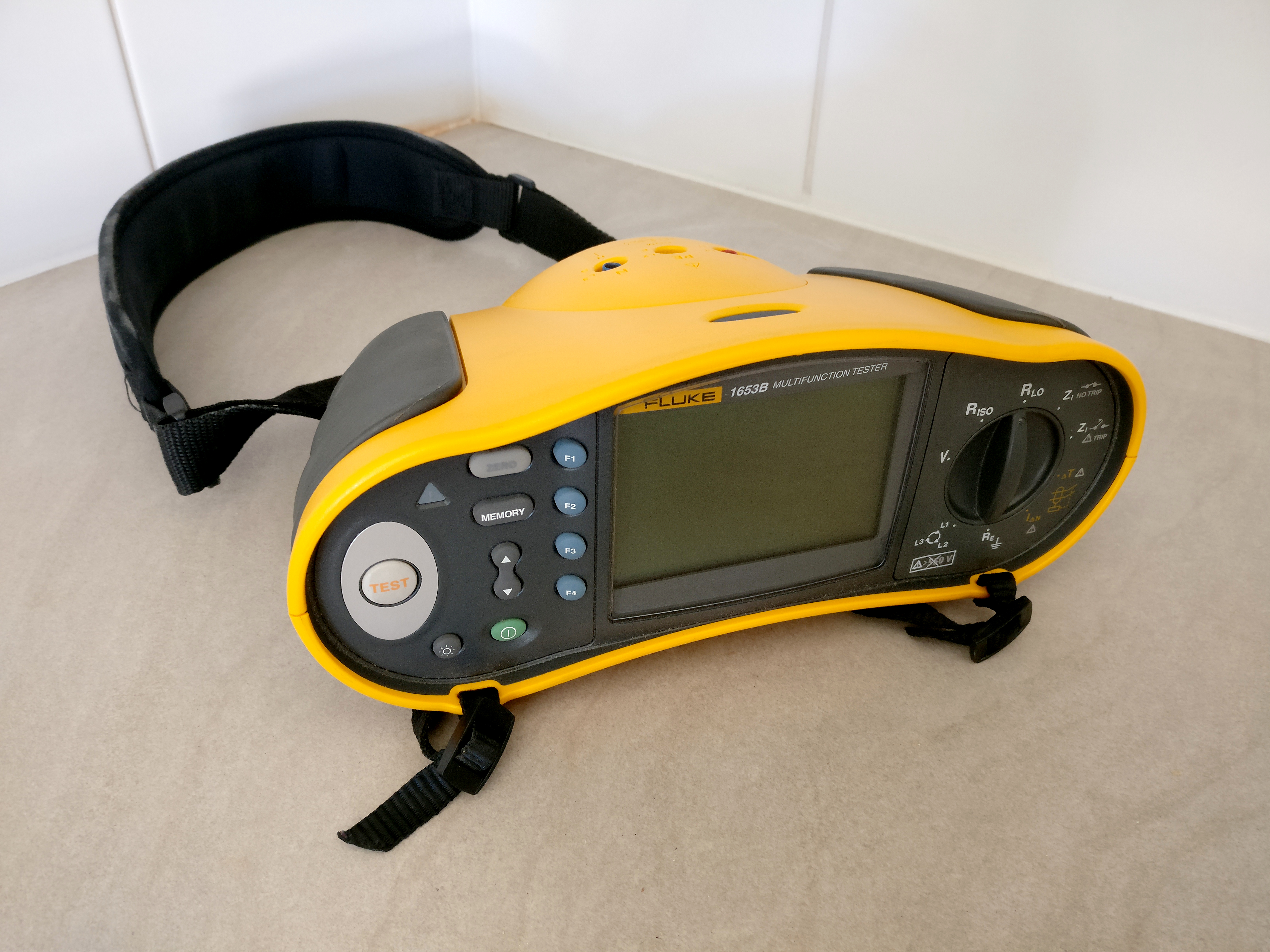
Тестер електричних установок

## Fluke в Україні
Продукція компанії Fluke популярна на ринку України. На території України діють три офіційні дистриб'ютори продукції бренду Fluke: компанії Masteram, VD MAIS та «Еталон-Прилад».